# Rhinolithodes wosnessenskii
Rhinolithodes wosnessenskii (лат.) — род неполнохвостых раков из семейства крабоиды монотипического рода Rhinolithodes. Представители семейства внешне сходны с крабами (Brachyura), но легко отличимы по редуцированной пятой паре ходильных ног и асимметричному брюшку у самок. Видовое название дано в честь русского зоолога И. Г. Вознесенского (1816—1871).

## Внешний вид и строение
Длина карапакса до 7 см. Он треугольный с глубокой полукруглой вмятиной. Ноги покрыты шипами и длинными щетинками.

## Распространение и места обитания
Rhinolithodes wosnessenskii обитает на глубине 6—73 метров в северо-восточной части Тихого океана от острова Кадьяк (Аляска), до Кресент-Сити (Калифорния). Обитает на скалах и каменистом грунте. Встречается редко.